# Gremier Kathedrale

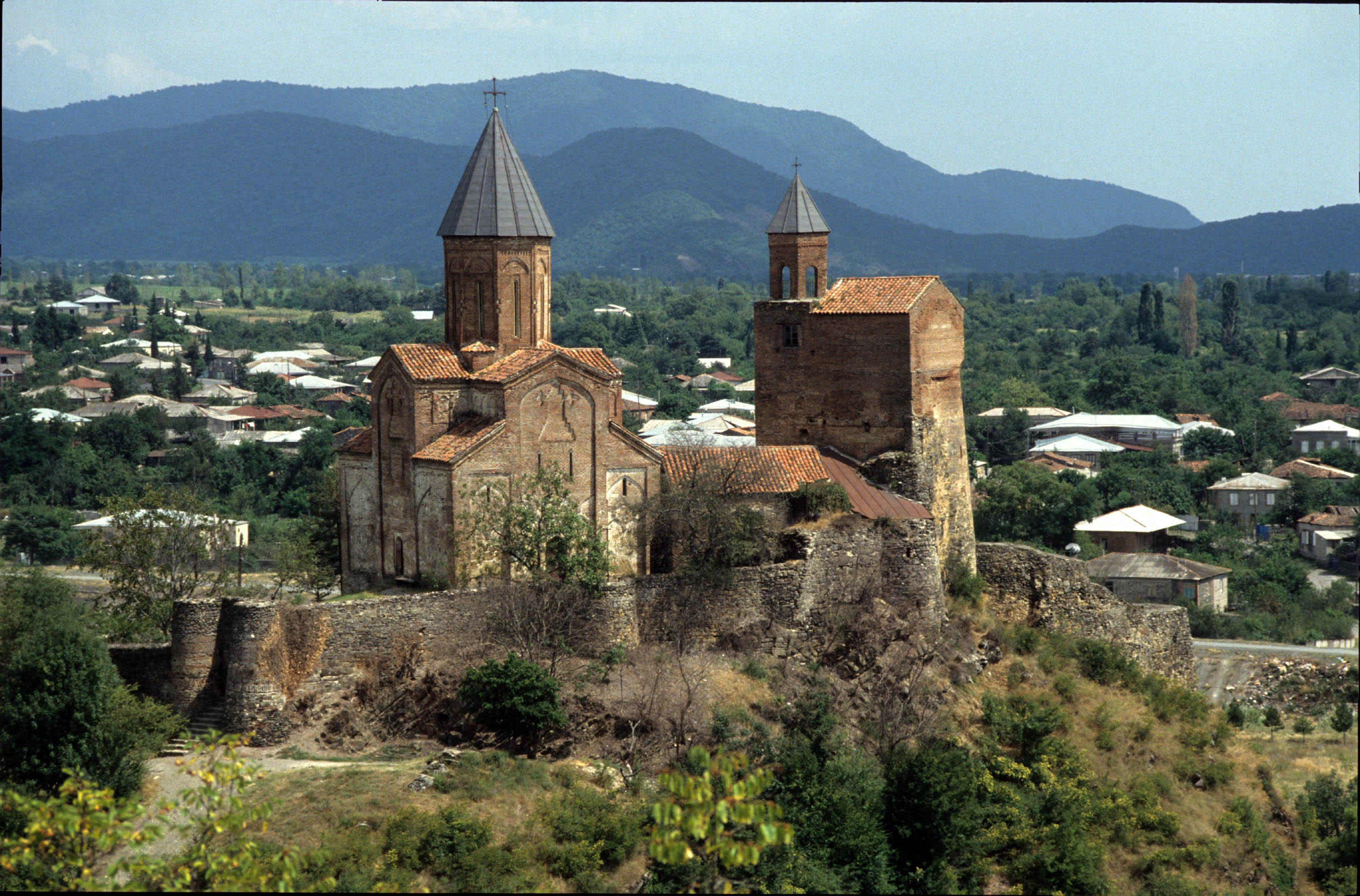
Gremier Kathedrale und der freistehende Glockenturm

Die Gremier Kathedrale (georgisch გრემის ტაძარი) ist eine georgisch-orthodoxe Kathedrale im Dorf Gremi, in der Qwarlis Munizipaliteti in der Region Kachetien. 
Sie liegt auf einer Anhöhe westlich des Dorfs. Die Gremier Kathedrale wurde 1565 vom kachetischen König Lewan errichtet. Die Freskomalerei stammt aus dem Jahr 1577. Die Kathedrale ist aus Ziegelstein erbaut und hat drei Eingangstüren an den westlichen, südlichen und nördlichen Wänden. 
Mit seiner Mauer war Gremi gleichzeitig eine Burg. Die Mauer wurde später von Erekle II. repariert. 
Bevor die Kathedrale erbaut wurde, stand auf der Anhöhe ein Turm, der noch heute neben der Kirche als ein freistehender Glockenturm dient.